# Scott Sisters
Die afroamerikanischen Schwestern Jamie und Gladys Scott, englisch the Scott Sisters, wurden 1994 im US-Bundesstaat Mississippi zu lebenslangen Freiheitsstrafen verurteilt. Laut Urteil waren sie beteiligt an einem Raub, bei dem 11 Dollar erbeutet und keine Personen verletzt worden waren.

## Tatvorwurf
Die Schwestern Scott sollen 1993 zwei Männer an einen Ort im Wald gelockt haben, wo drei andere, ebenfalls schwarze Jugendliche, bewaffnet mit einer Schrotflinte, die Brieftaschen der Männer raubten. Damals war Jamie Scott 21 Jahre, Gladys Scott 19 Jahre alt. Beide waren nicht vorbestraft.
Die Schwestern bestritten die Beteiligung an dem Verbrechen – angeblich wurden sie im Rahmen eines Entschuldigungsgeschäfts zwischen den Räubern und der Justiz in den Fall hineingezogen. Der jüngste der Räuber war zur Zeit des Verbrechens 14 Jahre alt. Er bezeugte vor Gericht, dass er bedroht wurde – sollte er einem Entschuldigungsabkommen nicht zustimmen, würde er in ein bestimmtes Gefängnis geschickt, das für seine gewalttätigen Zustände bekannt ist, und in dem er mit einer gewissen Wahrscheinlichkeit vergewaltigt würde.
Dem Rechtsanwalt, der die Schwestern vor Gericht vertrat, wurde später aus anderem Anlass die Lizenz entzogen. Das Oberste Gericht von Mississippi bescheinigte ihm „fehlenden Fleiß“ und „Versagen bei der Kommunikation mit seinen Mandanten“.

## Reaktionen auf das Urteil
Der Kommentator Bob Herbert beschrieb in der New York Times die Beweise für die Beteiligung der Schwestern an dem Raub als „bestenfalls widersprüchlich“.
Der Pulitzer-Preisträger Leonard Pitts kam zu dem Schluss: „Was immer man als Begründung dieses absurden Urteils annimmt – der tiefere Grund liegt darin: die Schwestern Scott sind schwarze Frauen im ärmsten Bundesstaat der USA.“

## Vorzeitige Entlassung
Die Bürgerrechtsorganisation NAACP forderte den Gouverneur von Mississippi im Jahr 2010 zur Begnadigung auf.
Der Staatsanwalt des Prozesses, Ken Turner, sah im September 2010 die Schwestern weiterhin verwickelt in den Raub, hielt aber eine Aussetzung der Strafe für angemessen („sentences to be commuted“).
Gouverneur Haley Barbour begnadigte die Schwestern im Dezember 2010 unter der Bedingung, dass Gladys ihrer Schwester Jamie die benötigte Niere spendet. Eine bedingte Haftentlassung komme frühestens 2014 in Frage.
Im Januar 2011 wurden beide Schwestern im Hinblick auf die geplante Organtransplantation aus der Haft entlassen.